# Sufisme
 Ikke at forveksle med sofisme.
Sufisme er en mystisk og spirituel gren inden for islam, der fokuserer på den indre søgen efter Gud og åndelig erkendelse. Den bliver ofte betegnet som islams mystiske tradition. Sufier, praktikanter af sufisme, søger en direkte personlig oplevelse af Gud gennem bøn, meditation, musik, poesi og andre åndelige praksisser.
Mange sufiske lærde og digtere har udtrykt deres åndelige erfaringer gennem poesi. Rumi, Hafez og Ibn Arabi er nogle af de kendte sufiske digtere. Sufier fokuserer på den indre, åndelige dimension af islam og stræber efter at opnå indre renhed og nærhed til Gud.
Det er vigtigt at bemærke, at sufisme ikke er en ensartet bevægelse, og der er forskellige sufiske skoler og traditioner med variationer i praksis og filosofi. Mens nogle dele af det muslimske samfund omfavner sufisme, har det også været genstand for kontroverser inden for visse ortodokse islamiske kredse, der ser det som afvigende eller potentielt kættersk.

## Hovedtræk og grundlæggelse
Sufisme både en betegnelse for en åndelig mysticisme og en spirituel filosofi. Sufismen opstod som en religiøs mysticisme i Mellemøsten og bredte sig til Andalusien som en åndelig filosofi, der udtrykker den kærlighed eller forbundenhed, som er mellem mennesket og det guddommelige. Der findes mange eksempler på sufismen i islams guldalder ca. 900-1400. De senere år er sufismen også blevet udbredt som en spirituel livsfilosofi i Vesten blandt ikke-muslimer.
Betegnelsen 'sufisme' kommer fra det arabiske ord 'sufi', der betyder uld. Betegnelsen henviser til, at de første sufister gik klædt meget nøjsomt i uld. Sufismen opstod som en religiøs mystik i Persien omkring 6-700-tallet, der på flere måder kan betragtes som en videreudvikling af den tidlige kristne mystik og spiritualitet. Omkring år 1000 begyndte sufismen også at udvikle sig som en filosofi. Den oprindelige sufisme fokuserer på mystik, spiritualitet og kærlighed

## Traditionel sufisme
Sufismen opstod oprindeligt inden for Islam, hvor begrebet bruges på tværs af ortodoksi/heterodoksi og shiisme/sunnisme:
Af shiitiske sufi ordener er Nurbakshiyya, Rifaiyya (delvis), Khaksar, Bektashiyya, Owaysiyya m.fl.
Af sunnittiske sufi ordener er Naqshbandiyya den mest kendte.
De mere religiøse sufi-ordener lægger vægt på ihukommelse (dhikr) af Guds navn, og de samles og mediterer. Meditationen er tit ledsaget af rytme eller musik. Fx bruger halv-sufistiske ordener i Tyrkiet og Iran strengeinstrumenter (tanbur eller saz) til deres religiøse ceremonier, mens der i ordener i Indien bruges en slags harmonium.
Af kendte sufier er Al-Halladj, Ibn al-Farid, Ibn al-Arabi og Jalal al-Din Rumi og Haji Bektash-i Wali, al-Ghazali, Abu al-Hasan al-Shadhili, Ibn 'Ata'illah, al-Junaid og Gohar Shahi.

## Vestlig sufisme
De senere år er sufismen blevet udbredt som en ikke-religiøs, spirituel praksis i Vesten. Den vestlige sufisme lægger blandt andet vægt på meditation og opnåelse af en højere form for åndelighed.